# Havarikommission
En Havarikommission er en undersøgelsesmyndighed til undersøgelses af (især) fly-, skibs- og jernbaneulykker.
I Danmark er Havarikommissionen for Civil Luftfart og Jernbane en fast bemandet enhed under Transportministeriet, der har til opgave at undersøge flyvehavarier og -hændelser samt jernbaneulykker og -hændelser. I 2022 var budgettet på 14,1 mio kr.
Den Maritime Havarikommission hører under Erhvervs- og Vækstministeriet, og arbejder som en selvstændig enhed, der undersøger ulykker til søs med henblik på forebyggelse samt og for at fremme initiativer, der øger sikkerheden på et rent hav.
Den undersøger søulykker og arbejdsulykker på danske handels- og fiskeskibe samt ulykker på udenlandske skibe, når de sker i dansk territorialfarvand. I 2022 var budgettet på 4,4 mio kr.
Desuden findes hos Vejdirektoratet Havarikommissionen for Vejtrafikulykker, der normalt ikke undersøger enkeltulykker, men analyserer ulykkestyper og -tendenser. I 2022 var budgettet på 5,6 mio kr.

## Eksterne Links
- Havarikommissionen for Civil Luftfart og Jernbane
- Den Maritime Havarikommission
- Havarikommissionen for vejtrafikulykker